# Singidava
Singidava este o cetate dacică de pământ situată pe culoarul Mureșului, în orașul Cugir județul Alba. În anul 106 după Christos, cetatea a fost cucerită și distrusă de romani. 

## Descoperiri arheologice
1868 - s-a descoperit un tezaur dacic de monede de argint (cca 200 piese). 
1955 - s-a găsit un alt tezaur, alcătuit dintr-un mare număr de monede greco-macedonene și dacice (cca 2000 de piese).
1977 -  descoperirea necropolei cetății dacice - mormânt princiar 

### Mormântul princiar
Morânt de incinerație. - Inventarul său funerar conținea oasele incinerate ale unui bărbat matur și a trei cai, un coif, o armură din zale, un scut, o sabie lungă, un pumnal și o lance, toate din fier; piese de podoabă din argint și aur și anexele din bronz ale unui car de luptă. Alături de resturile cinerare așezate în groapa sepulcrală s-a mai depus o situlă de bronz și o fructieră din lut nears. Mormântul a fost atribuit unui nobil războinic dac din sec. I î.e.n, probabil conducătorul unui trib din zona văii Cugirului.
Multe din obiectele descoperite  în mormântul princiar sunt expuse la Muzeul Unirii din Alba Iulia

## Alte mentiuni
Potrivit coordonatelor date de Ptolemeu (Geografia, III, 8, 4) Singidava a fost o localitate în Dacia, situată undeva în vestul României. Dupa unii cercetători numele Singidavei ar fi o coruptelă, el fiind de fapt Sangidava. Prima parte a numelui ar putea fi pusă în legatura cu tribul singilor. 
Ultimele cercetări permit ipoteza că această importantă dava ar fi fost ridicată pe dealul „Cetate” de la Cugir.  